# بيت جمعان (كحلان عفار)

تعديل مصدري - تعديل

بيت جمعان هي إحدى قرى عزلة بنى عشب بمديرية كحلان عفار التابعة لمحافظة حجة، بلغ تعداد سكانها 171 نسمة حسب تعداد اليمن لعام 2004. هي إحدى القرى التراثيه والقديمه يوجد فيها مسجد قديم وسد قديم قطنها الاحتلال العثماني ودارت فيها حروب عده وهي إحدى المعالم التاريخيه 